# Gabriele Corbo
Gabriele Corbo (Napels, 11 januari 2000) is een Italiaans voetballer die bij voorkeur als centrale verdediger speelt. Hij tekende in 2018 bij Bologna FC 1909.

## Clubcarrière
Corbo werd geboren in Napels en is afkomstig uit de jeugdacademie van Spezia Calcio. Op 11 mei 2018 debuteerde hij in de Serie B tegen US Avellino. In augustus 2018 werd de centrumverdediger voor twee miljoen euro verkocht aan Bologna FC 1909.

## Interlandcarrière
Corbo kwam reeds uit voor verschillende Italiaanse nationale jeugdelftallen In 2018 debuteerde hij in Italië –18.